# Sint-Dominicuskerk (Leeuwarden)
De Sint-Dominicuskerk is een rooms-katholiek kerkgebouw aan de Harlingerstraat in de stad Leeuwarden in de Nederlandse provincie Friesland. De kerk is een rijksmonument.

## Beschrijving
De kerk is gewijd aan de heilige Dominicus. De driebeukige kruiskerk uit 1937 is gebouwd naar het ontwerp van H.C.M. van Beers. De Dominicuskerk heeft aan de oostzijde een vieringtoren en aan de westzijde een hoge toren. De kerk werd gebouwd als vervanger van de voormalige Sint-Dominicuskerk uit 1850 aan de Speelmansstraat. Voordat de locatie aan de Harlingerstraat werd gekozen, had de parochie tevergeefs bij het gemeentebestuur gelobbyd om een kerk op het Oldehoofsterkerkhof te mogen bouwen.
Het orgel uit 1866 is gemaakt door Adema voor de oude kerk en in 1937 in een nieuwe omkasting in de huidige kerk geplaatst. Reparaties zijn uitgevoerd door Bakker & Timmenga. In de Mariakapel wordt het genadebeeld Onze Lieve Vrouwe van Leeuwarden vereerd.
De kerk heeft drie luidklokken gegoten in 1948 door Klokkengieterij Petit & Fritsen met de disposities: E', Fis' en Gis'. De namen zijn Salvator, Sint-Dominicus en Sint-Maria.

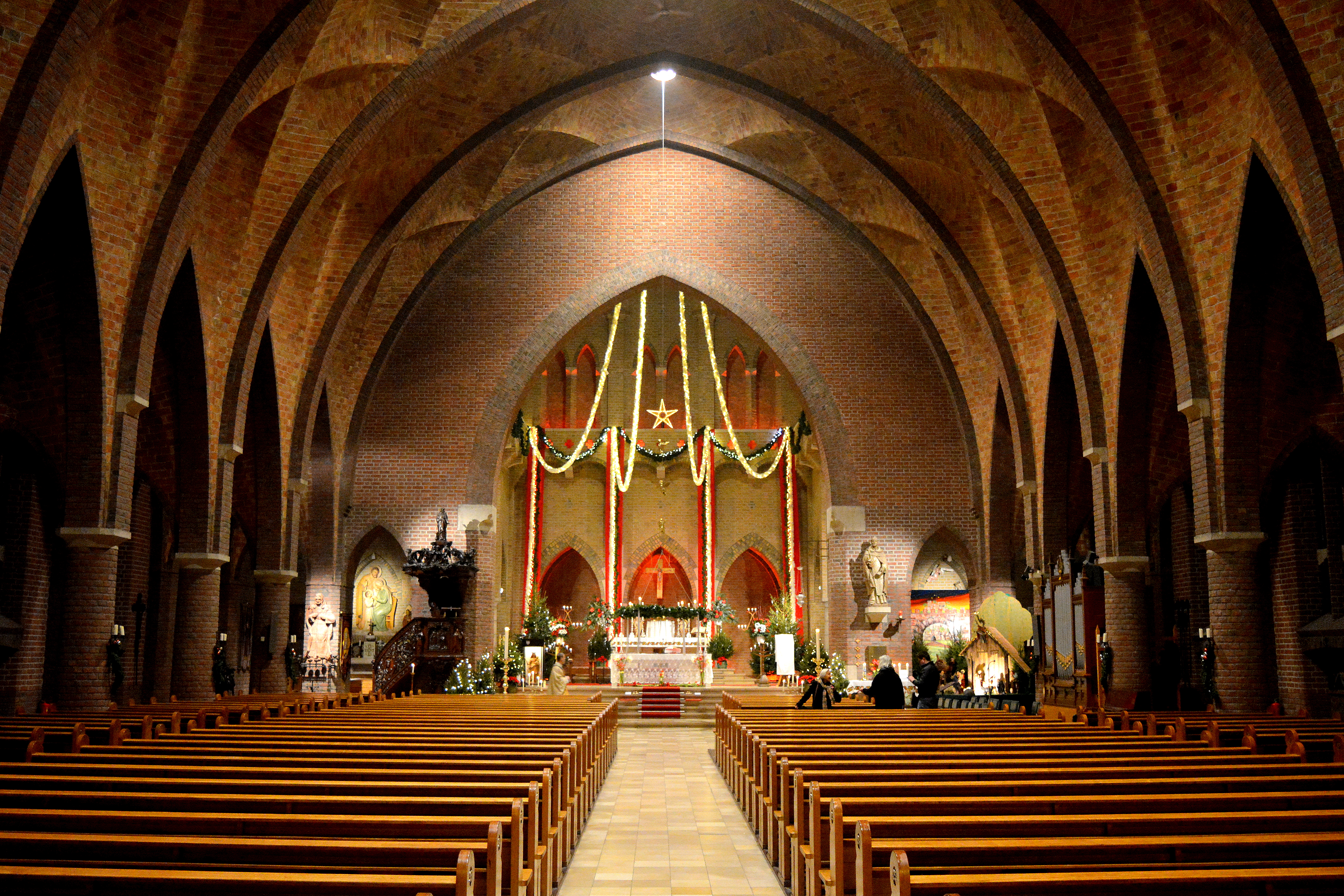
Interieur (2017)
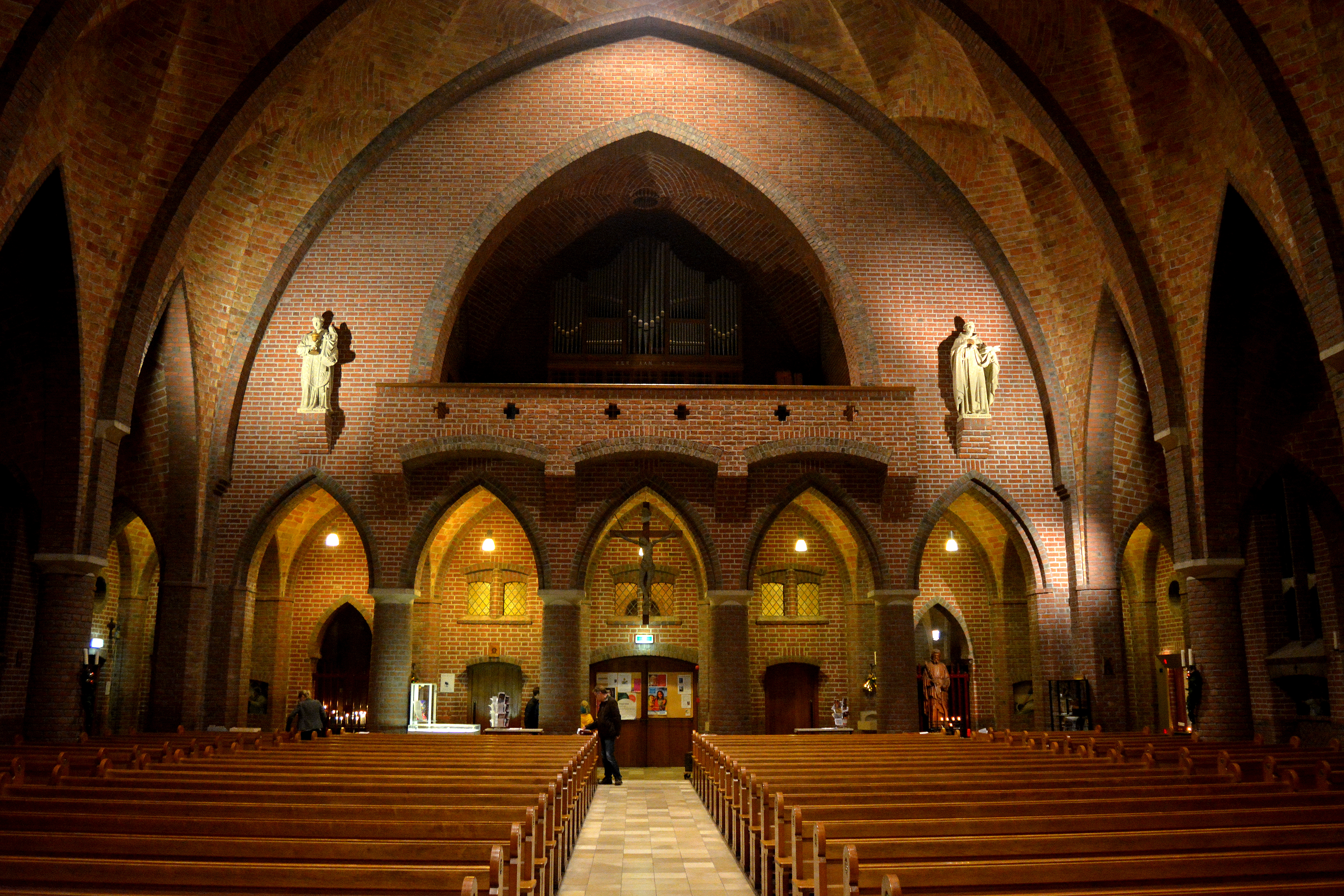
Interieur richting het hoofdorgel

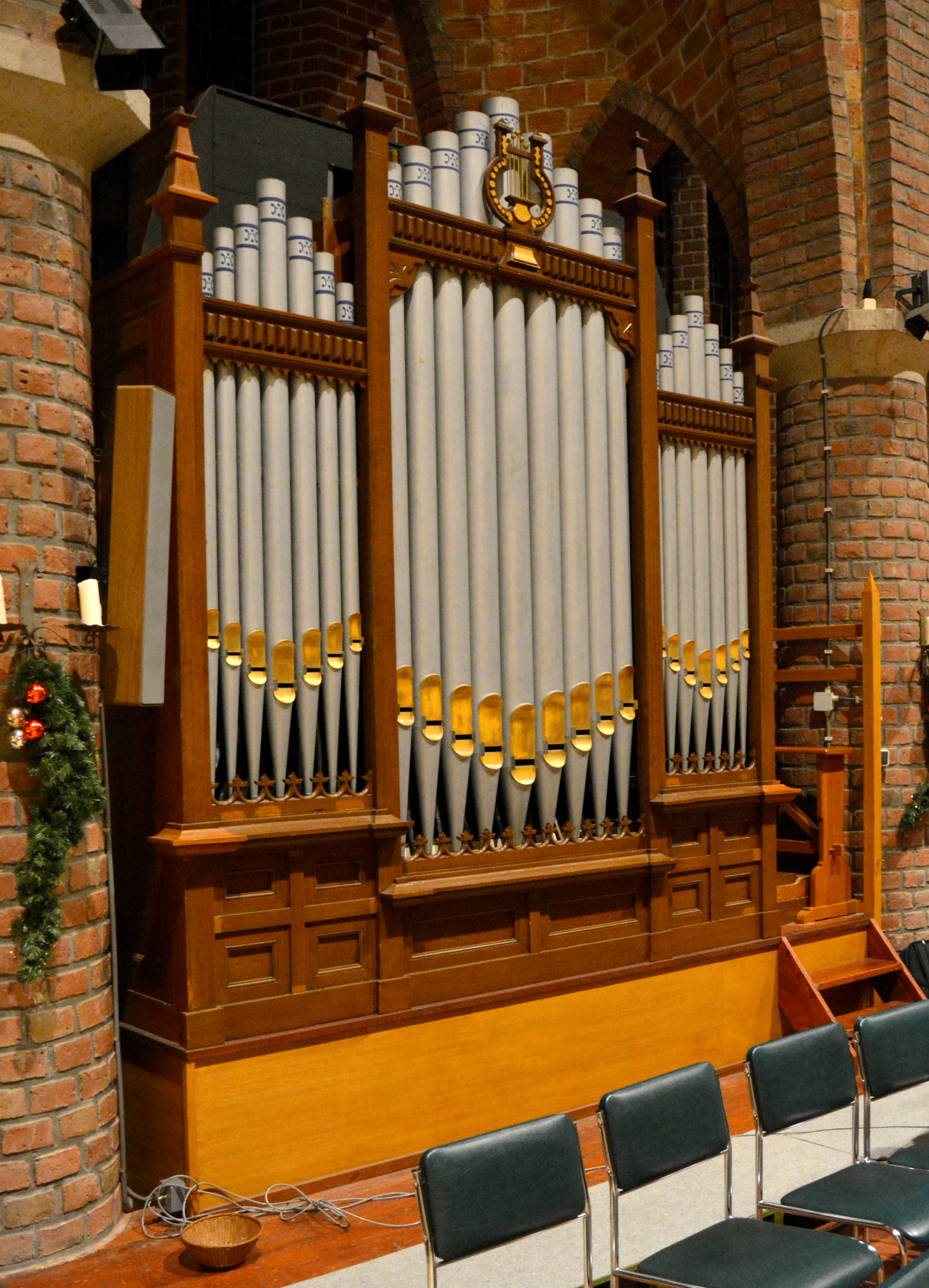
Koororgel
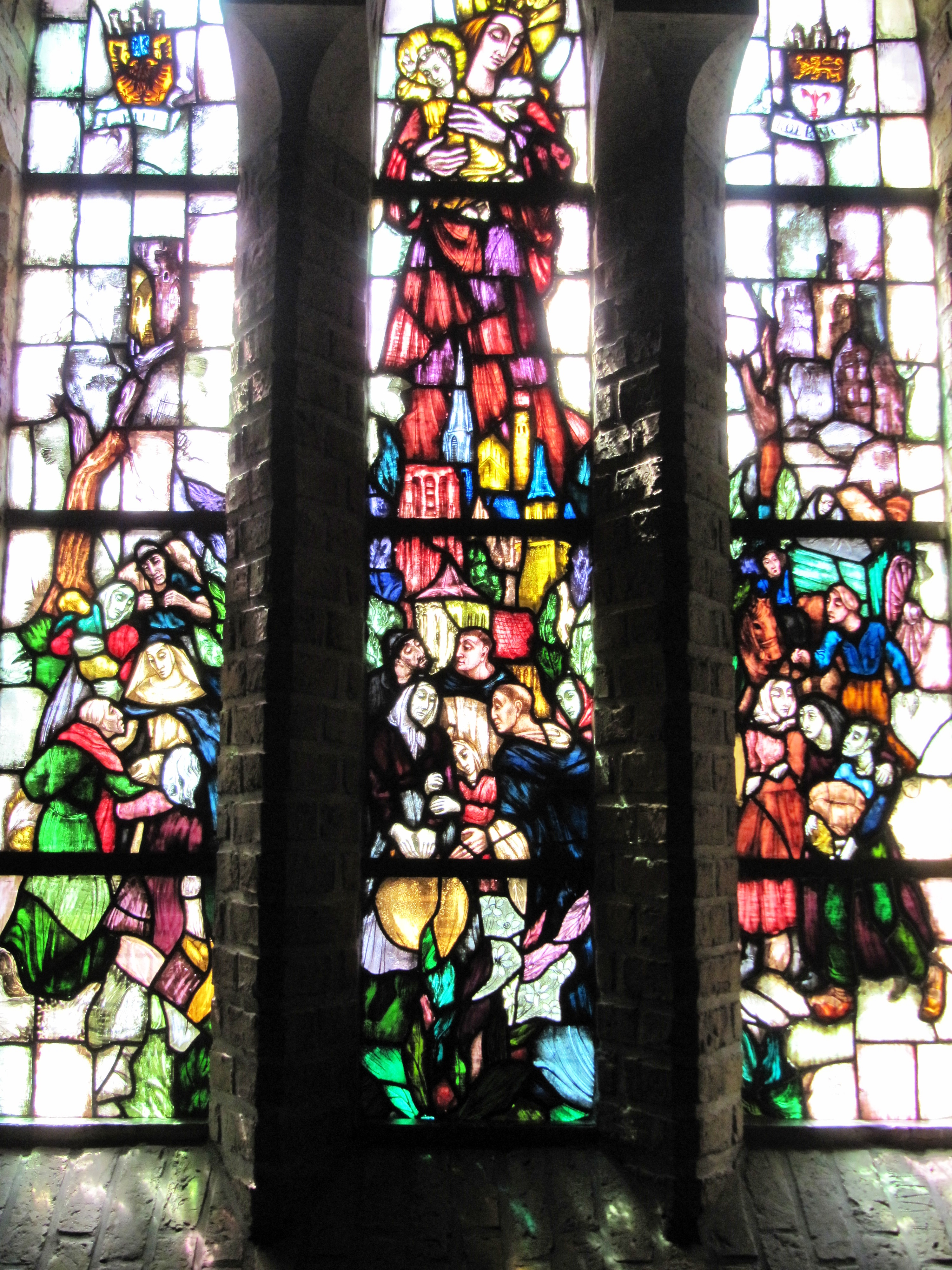
O.L.V. van Leeuwarden vluchtelingenraam gemaakt door Wim van Woerkom